# Piet Allegaert
Piet Allegaert, né le 20 janvier 1995 à Moorslede, est un coureur cycliste belge, membre de l'équipe Cofidis.

## Biographie
Piet Allegaert s'illustre dans la catégorie des juniors (moins de 19 ans), où il obtient de nombreuses places d'honneur. En 2013, il est notamment troisième du championnat de Belgique sur route juniors et du Tour de Haute-Autriche juniors, ainsi que sixième du Tour des Flandres juniors. 
Pour son arrivée dans la catégorie des espoirs (moins de 23 ans), il rejoint en 2014 l'équipe EFC-Omega Pharma-Quick Step. En 2016, il est pris comme stagiaire au l'équipe World Tour Trek-Segafredo, mais il n'obtient pas de contrat professionnel. En 2017, il passe professionnel au sein de l'équipe Belge Sport Vlaanderen-Baloise. En trois ans avec l'équipe, il décroche notamment son premier succès international lors du  Tour de l'Eurométropole  en octobre 2019.
Lors de la saison 2020, Allegaert rejoint l'équipe World Tour française Cofidis. En 2021, il participe pour la première fois à un grand tour avec le Tour d'Espagne où il termine cinq étapes dans le top 10. En mai 2023, Cofidis annonce l'extension du contrat d'Allegaert jusqu'en fin d'année 2025.

## Palmarès et résultats

### Palmarès amateur
- 2011
  - Champion de Flandre-Occidentale sur route débutants
- 2013
  - Champion de Flandre-Occidentale sur route juniors
  - Étoile des Ardennes Flamandes
  - 3e du championnat de Belgique sur route juniors
  - 3e du Tour de Haute-Autriche juniors
- 2014
  - 3e étape de l'Essor breton (contre-la-montre par équipes)
- 2016
  - 3e étape du Tour de Moselle
  - 3e de Bruxelles-Opwijk

### Palmarès professionnel
- 2019
  - Tour de l'Eurométropole
- 2021
  - 2e du Tro Bro Leon
- 2022
  - 3e de Cholet-Pays de la Loire
  - 9e d'Eschborn-Francfort
- 2025
  - 7e du Circuit Het Nieuwsblad

### Résultats sur les grands tours

#### Tour de France
1 participation
- 2024 : 114e

#### Tour d'Espagne
1 participation
- 2021 : 123e

### Classements mondiaux
| Année                                 | 2016  | 2017  | 2018  | 2019 | 2020 | 2021 | 2022 | 2023 | 2024 |
| ------------------------------------- | ----- | ----- | ----- | ---- | ---- | ---- | ---- | ---- | ---- |
| Classement mondial                    | 1850e | 1256e | 1011e | 210e | 362e | 141e | 107e | 386e | 370e |
| UCI Europe Tour                       | 1224e | 1404e | 1044e | 176e | 296e | 120e | 90e  | nc   | nc   |
|                                       |       |       |       |      |      |      |      |      |      |
| Légende : nc = non classéSource : UCI |       |       |       |      |      |      |      |      |      |